# Cervere
Cervere est une commune italienne de la province de Coni dans la région Piémont en Italie. 

## Géographie

### Hameaux
Grinzano, Montarossa, Tetti Chiaramelli, Tetti Paglieri.

### Communes limitrophes
Cherasco, Fossano, Marene, Salmour, Savigliano.

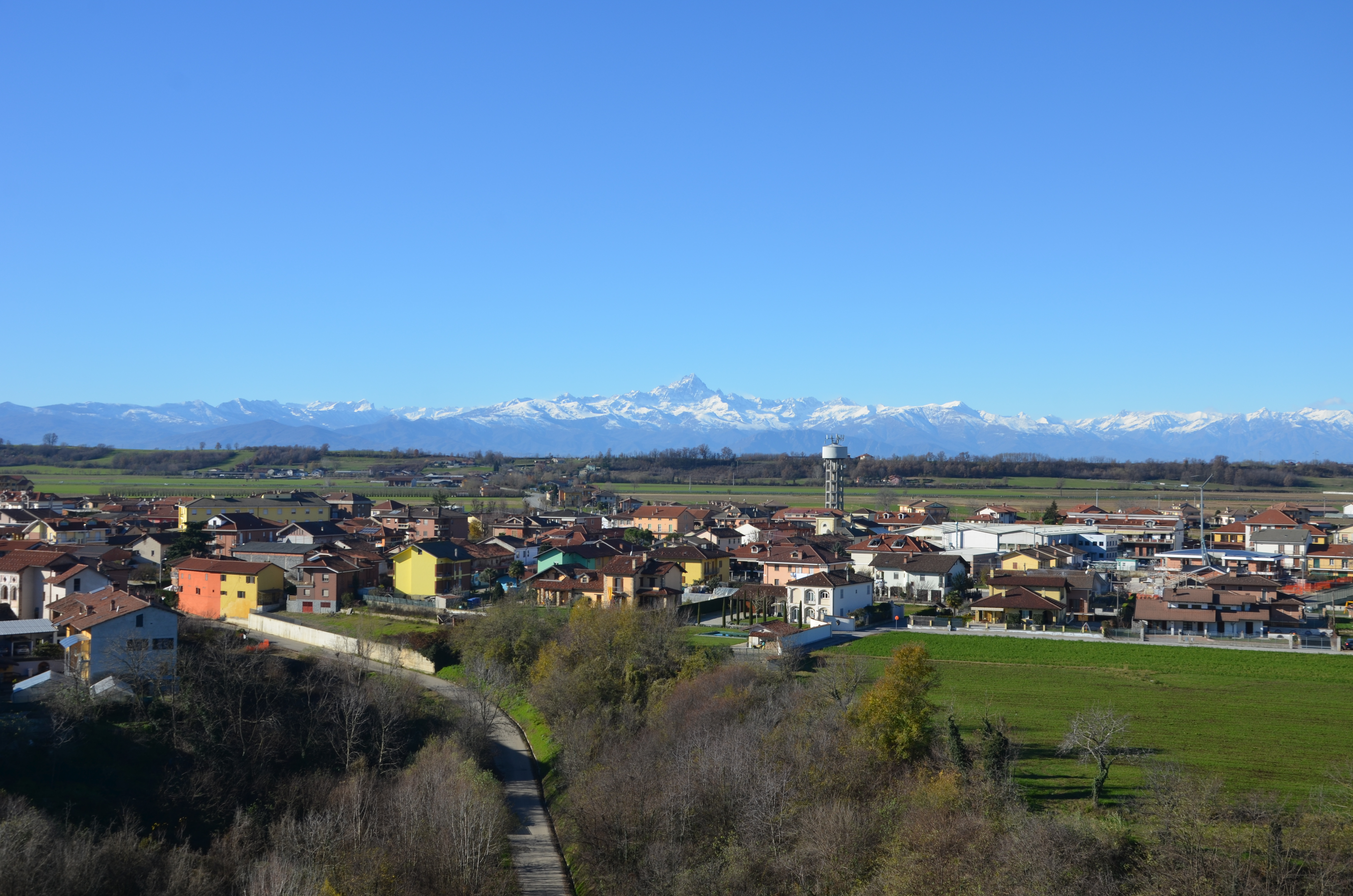
Vue panoramique.

## Administration
| Période      | Période     | Identité          | Étiquette     | Qualité |
| ------------ | ----------- | ----------------- | ------------- | ------- |
| 08 juin 2009 | 26 mai 2014 | Francesco Graglia | Liste civique |         |
| 26 mai 2014  | 27 mai 2019 | Corrado Marchisio | Liste civique |         |
| 27 mai 2019  | en cours    | Corrado Marchisio | Liste civique |         |

## Personnalité
- Barthélemy Cerveri (1420-1466), bienheureux dominicain mort à Cervere.

## Monuments et lieux d'intérêt
- Vestige du monastère Saint-Théofrède (rattaché à l'abbaye Saint-Chaffre en Auvergne)
- La tour de Monfalcone
- Le monument le Cerf (symbole historique de la région)